# Tomé Makhweliha
Tomé Makhweliha SCI (* 2. Januar 1945 in Mpwaha) ist ein mosambikanischer Ordensgeistlicher und emeritierter Erzbischof von Nampula.

## Leben
Tomé Makhweliha trat der Ordensgemeinschaft der Dehonianer bei und empfing am 8. Dezember 1973 die Priesterweihe.
Papst Johannes Paul II. ernannte ihn am 24. Oktober 1997 zum Bischof von Pemba. Der Erzbischof von Nampula, Manuel Vieira Pinto, spendete ihm am 18. Januar des nächsten Jahres die Bischofsweihe; Mitkonsekratoren waren Januário Machaze Nhangumbe, Altbischof von Pemba, und Manuel Chuanguira Machado, Bischof von Gurué.
Am 16. November 2000 wurde er zum Erzbischof von Nampula ernannt. Am 25. Juli 2016 akzeptierte Papst Franziskus seinen Rücktritt.